# Pickles, Art and Sauerkraut
Pickles, Art and Sauerkraut è un cortometraggio muto del 1914 sceneggiato e diretto da James Young.

## Produzione
Il film fu prodotto dalla Vitagraph Company of America.

## Distribuzione
Distribuito dalla General Film Company, il film - un cortometraggio in due bobine - uscì nelle sale cinematografiche statunitensi il 27 gennaio 1914. Ne venne fatta una riedizione che fu distribuita dalla Favorite Films il 31 dicembre 1917.